# Una Navidad con Samantha Hudson
Una Navidad con Samantha Hudson es una película musical y cómica española de 2021, dirigida por Alejandro Marín.

## Sinopsis
Un cuento navideño y musical que propone abrir las puertas al underground y al travestismo local, dando la mano al talento emergente y servir de plataforma a jóvenes artistas.

## Reparto
- Samantha Hudson como ella misma[6]
- Anabel Alonso como Chelo.
- Paco Clavel como el fantasma de las navidades pasadas.
- Arturo Valls como el fantasma de las navidades presentes.
- Yurena como el fantasma de las navidades futuras.
- Manuela Trasobares[7] como la Samantha Hudson del futuro.[8]

La producción también incluye a multitud de personajes conocidos de la cultura televisiva y la cultura drag española en su reparto en papeles menores. Estos intérpretes son: Supremme de Luxe, Kika Lorace, La Prohibida, Pupi Poisson, Psicosis Gonsales, Amaia Romero, Victoria Martín, Jordi Cruz, Asaari Bibang, Putochinomaricón, La Dani, Jesús Díaz Morcillo, Darío Gil, Marcus Massalami, Gad Yola, Susana Griso, Zack Gómez, Happi Happi, Hornella Góngora, Arantxa Castilla-La Mancha, Leonor Lavado, Toñito Manxao, Irma Mejojo, Diamante Merybrown, Ms Nina, Yun Ping, Marta Poveda, Lydia Ramírez, Víctor Gil y Pepe Viyuela.